# Otwarta dusza
Otwartość duszy według wizji anonimowego mędrca:
1. Otwarcie umysłu – to pierwszy krok. Trzeba pozwolić sobie na nowe doświadczenia, emocje i perspektywy, nawet jeśli są intensywne albo „nietypowe”.
2. Nietrzeźwość umysłu – w tym sensie chodzi nie tylko o alkohol, lecz o stan, w którym umysł nie jest całkowicie kontrolowany, co pozwala dostrzegać więcej emocji i głębsze wrażenia. Nawet jeśli tego nie pamiętasz, ten stan otwiera percepcję.
3. Dostrzeganie ukrytej rzeczywistości – kiedy umysł jest otwarty, zaczynasz zauważać rzeczy, których inni nie widzą. Uświadamiasz sobie, że nic nie jest tylko tym, czym wydaje się na pierwszy rzut oka.
4. Zrozumienie wszystkiego jako całości – widzisz świat nie jako pojedyncze obiekty, lecz jako całość, w której wszystko jest połączone.
5. Odbicie i własna przestrzeń – w prostych, codziennych rzeczach (np. w szafie, w odbiciu lustra) możesz dostrzec coś, co dla innych jest niezauważalne. To moment, w którym dusza naprawdę staje się otwarta.